# Ferrer Guasch
Vicent Ferrer Guasch (Sant Antoni de Portmany, 1917- Eivissa, 2008) fou un pintor eivissenc format a l'Escola Superior de Belles Arts Sant Jordi, encara que ja des de molt jove va rebre classes de pintura del reconegut pintor eivissenc Narcís Puget. El motiu principal de la seva obra és la arquitectura tradicional eivissenca caracteritzada per les blanques parets, la senzillesa volumètrica y la seva bellesa.

## Biografia

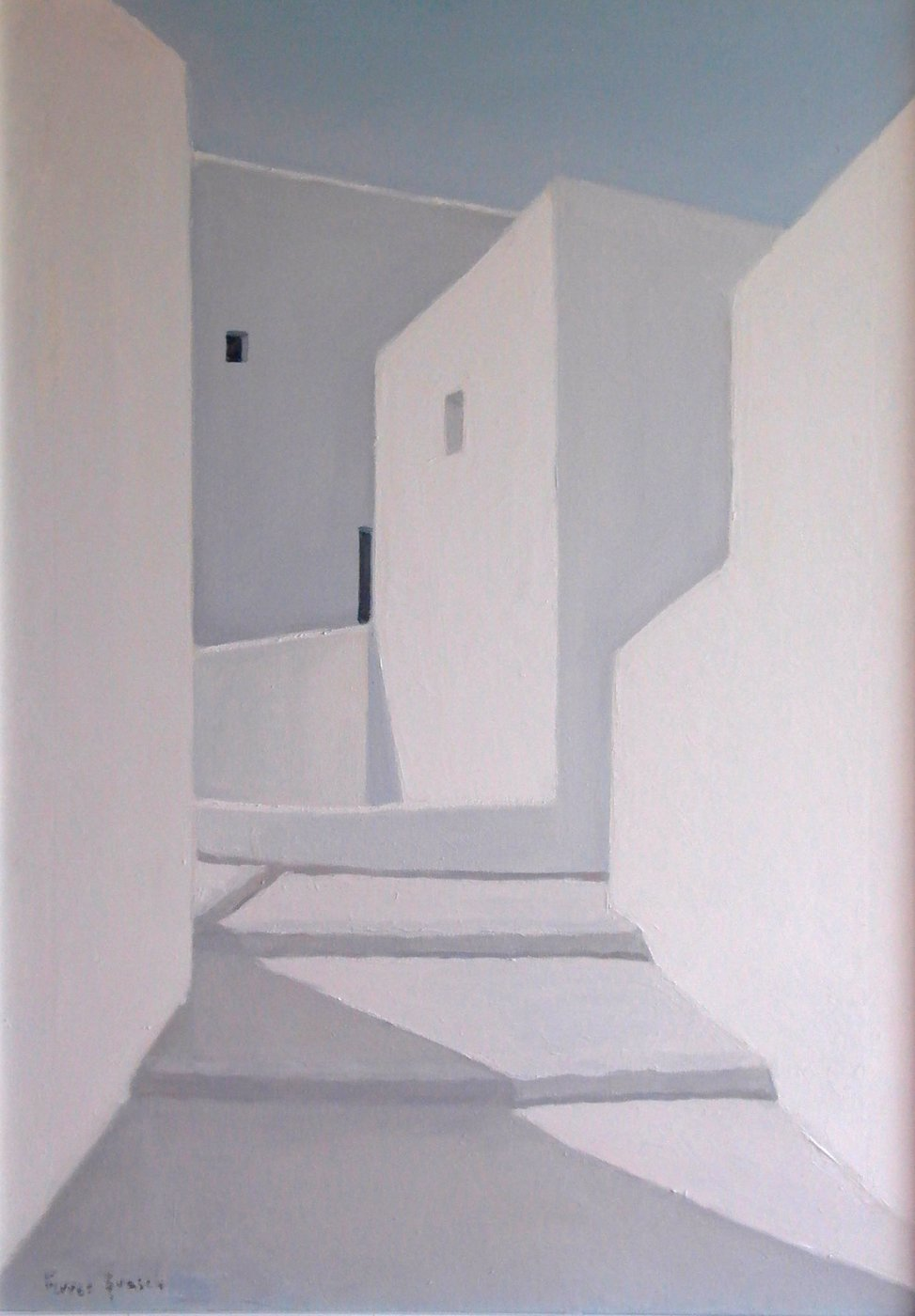
Carrer de Dalt Vila, Eivissa, 1999. Oli sobre tela, 92 x 65 cm

Vicent Ferrer Guasch neix a Sant Antoni de Pormany, a Eivissa, que aleshores era una petita illa desconeguda i oblidada, dedicada a l'agricultura i a la pesca artesanal. Realitza els estudis primaris a l'escola unitària del mestre Albert d'Eivissa. Ja en aquest temps mostra un gran talent pel dibuix, i animat pel seu pare pinta la seva primer tela als 9 anys. Més tard, en estudiar batxillerat, assisteix a les classes de pintura del reconegut artista eivissenc Narcís Puget, que l'introdueix en aquesta matèria i li proporciona els fonaments pel seu posterior desenvolupament com artista.
El 1932 participa per primera vegada en una exposició col·lectiva a la “Sociedad Cultural Ebusus” d'Eivissa. El 1934 es trasllada a Barcelona i comença a estudiar magisteri del nou Pla Professional, però ha de tornar a la seva illa el 1935 a causa de patir un tifus. El 1936 retorna a Barcelona per a continuar els seus estudis i aleshores esclata la Guerra Civil. Les seves vivències de la guerra les recull en un diari íntim, que comença l'octubre de 1937 i l'acaba l'abril de 1939 quan es desplaça a Menorca on havia mort el seu pare. En acabar la guerra, torna a Barcelona, obté la titulació de mestre, per la qual cosa comença a exercir la docència, però també continua pintat. Més tard estudia a l'Escola Superior de Belles Arts Sant Jordi i exposa regularment a Barcelona, Ciutat de Mallorca i Eivissa. El 1946 finalitza la carrera de Belles Arts. L'any 1962 es trasllada a Eivissa per prendre possessió de la plaça de catedràtic de dibuix de l'Institut Santa Maria d'Eivissa, que ocupa fins a la seva jubilació, l'any 1982. Al llarg de la seva vida va compaginar sempre la docència amb la seva dedicació a la pintura. Ens va abandonar el novembre del 2008.

## Estil

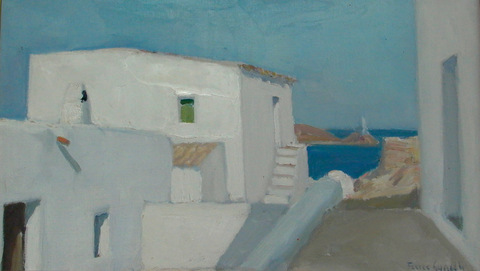
Racó de Sa Penya, Eivissa, 1966. Oli sobre tela, 33 x 46 cm

En la seva època inicial els seus quadres ens apropen a un post-impressionisme i mostren paisatges rurals, barques i vaixells del port de Barcelona i de la seva Eivissa natal, el mercat de la vila d'Eivissa...Un cop l'artista s'instal·la definitivament a l'illa d'Eivissa comencen a predominar en la seva obra els blancs dels carrers de Dalt Vila, de sa Penya, de les cases pageses i de les petites esglésies rurals. Ferrer Guasch busca sempre la simplicitat, fugint del tipisme i eliminant tot allò superflu. L'artista juga amb els volums, la llum, les ombres, i les transparències, arribant a aconseguir un segell propi. Per tot això també se'l coneix com el pintor dels blancs d'Eivissa.

## Trajectòria artística

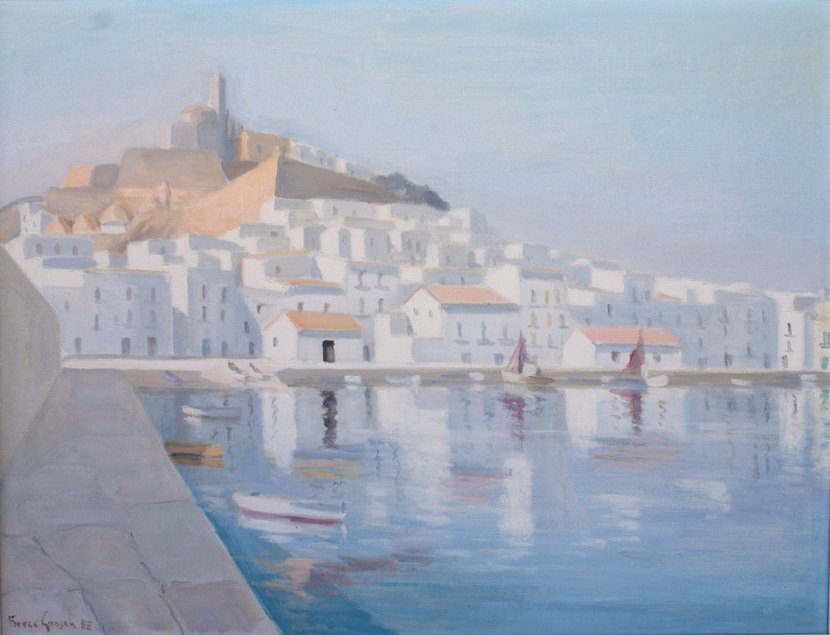
Vista d'Eivissa, Eivissa, 1987. Oli sobre tela 46 x 61 cm

Ha participat en nombroses exposicions individuals i col·lectives a Eivissa, Palma, Barcelona, València, Madrid, Bilbao. I també a Suiza, Alemanya y Estats Units. L'any 1962 Ferrer Guasch per iniciativa pròpia crea el 'Grup Puget' per fomentar l'obra dels pintors eivissencs, i en honor de Narcis Puget, considerat pare de la pintura eivissenca contemporània. El grup estava constituït per Vicent Calbet, Antonio Pomar i Antoni Marí Ribas "Portmany" i ell mateix. La primera exposició del grup te lloc a "la Casa Agrícola de la Caja de Pensiones" el 1962. El mateix any presenten la seva obra al Cercle de Belles Arts de Palma. A partir de l'any 1962 exposa de manera continuada al Cercle de Belles Arts de Palma, a La Pinacoteca de Barcelona des de l'any 1971, i a la Sala Cultura de "Sa Nostra" d'Eivissa, des de l'any 1981. Participa en exposicions col·lectives a Vevey i Saint Saphorin (Suïssa) amb Carloandrés, Vicent Calbet, Antonio Pomar i Antoni Marí Ribas "Portmany", a Constança (Alemanya) i a Filadèlfia, que representaren un gran èxit de públic i de crítica especialitzada. El 1981, en el marc de la Setmana d'Eivissa i Formentera de la “Spanish National Tourist Office” de New York, exposa en aquesta ciutat, amb una excel·lent acollida que d'alguna manera  suposa un màxim reconeixement internacional. El Museu d'Art Contemporani d'Eivissa li dedica una Mostra Antològica l'any 1982. El 1983 presenta la seva obra a la “Wally Findlay Galleries” de New York, una de les més prestigioses galeries dels Estats Units. En la última etapa de la seva vida continua exposant cada any. La darrera exhibició és a Eivissa, a la galeria Via2, el 2008, any de la seva mort.
Ferrer Guasch també va cultivar la fotografia. Moltes imatges servien com a eina a l'hora d'elaborar la seva obra pictòrica i reflecteixen un profund estudi de la composició i de les llums i ombres de molts racons d'Eivissa.

### Reconeixements
Ha estat guardonat amb el Premi de Paisatge Josep Masriera de l'Acadèmia Reial de Belles Arts Sant Jordi de Barcelona (1952), el Premi Mallorca del Primer Certamen Nacional de Pintura de Paisatge i Costums de la Diputació Provincial de Balears (1964), la medalla d'or del 23è Saló de Tardor del Cercle de Belles Arts de Palma (1964), el Premi "Importante" de Diario de Ibiza, i l'encomienda de número de la Orde d'Isabel la Catòlica (1999). La seva obra és present a multitud de fons artístics, entre els quals destaquen la Col·lecció Comte de Godó, la Col·lecció J A Samaranch, el Fons Artístic de la Caixa de Pensions de Barcelona, el Museu Olímpic de Lausana de Suissa, i també el Museu Khöller Müller d'Holanda.